# Damir Šutevski
Damir Šutevski (Zagabria, 28 settembre 1954 – Klenovnik, 29 ottobre 2020) è stato un calciatore jugoslavo, di ruolo difensore.

## Biografia
Nato a Zagabria, nell'allora Jugoslavia, ha svolto la sua intera carriera agonistica in America, ove si era trasferito per studio nel 1974. È morto in patria affetto di demenza.

## Caratteristiche tecniche
Giocava come terzino destro e centrocampista nel calcio all'aperto, mentre nell'indoor soccer si spostava proficuamente in attacco. Il compagno di squadra Shep Messing lo definì un giocatore elegante, abile e di classe, mentre Nelson Cupello lo definì un grande giocatore, con un buon tiro e abile a proporsi in attacco. Jim Pollihan ne ricorda invece l'abilità nel palleggio e nel controllo di palla.

## Carriera
Nativo della Jugoslavia, svolse però l'intera carriera agonistica tra Canada e Stati Uniti d'America. Nel 1974 è in forza al Toronto Croatia, squadra della National Soccer League, con cui vince l'edizione 1974.
Nel 1975 il Croatia si fuse con la franchigia della North American Soccer League Toronto Metros, in profonda crisi economica, dando origine ai Toronto Metros-Croatia e Šutevski fece parte della nuova franchigia.
Con la nuova squadra, dopo aver raggiunto i quarti di finale nella stagione 1975, vinse, partendo da titolare nella finale, venendo sostituito nel corso dell'incontro da Gene Strenicer, il campionato 1976, sconfiggendo i Minnesota Kicks.
Nella stagione 1979 passa ai Rochester Lancers, militandovi due anni e non riuscendo mai a superare la fase a gironi del torneo.
Nella stagione 1981 passa ai Montréal Manic, con cui raggiunge i quarti di finale, perdendo contro i futuri campioni del Chicago Sting.
Chiude la carriera agonistica  ai Tulsa Roughnecks nel 1982.
Dal 1975 al 1985 si è anche dedicato all'indoor soccer, vincendo con i New York Arrows tre edizioni della Major Indoor Soccer League.

## Palmarès
- NSL: 1

Toronto Croatia: 1974
- Campionato NASL: 1

Toronto Metros-Croatia: 1976